# Acneus quadrimaculatus
Acneus quadrimaculatus är en skalbaggsart som beskrevs av Horn 1880. Acneus quadrimaculatus ingår i släktet Acneus och familjen Psephenidae. Inga underarter finns listade i Catalogue of Life.